# 記憶神探
《記憶神探》（英語：Unforgettable，又译：不能忘记）是一部美國犯罪及懸疑題材的電視劇。于2011年9月20日開始在CBS播出。講述一位女警探和異常記憶的故事。
2012年5月13日，CBS宣布取消本劇，然而粉絲發出連署希望製作方可以重啟製作，而TNT與Lifetime都有意接手。2012年6月29日，CBS取消先前決定並續訂第2季。2014年10月10日，CBS二度宣布取消本劇。2015年2月6日，宣布本劇第4季轉往A&E首播。2016年2月16日，A&E宣布取消本劇，是本劇第三次遭逢取消。

## 演員

### 主要人物
- 派琵·蒙哥瑪莉（英语：Poppy Montgomery） ——飾演—— Carrie Wells 警探
- 迪倫·沃爾什 ——飾演—— Al Burns 警督
- 凱文·蘭金 ——飾演—— Roe Sanders 警探
- 麥克·加斯頓（英语：Michael Gaston） ——飾演—— Mike Costello 警探
- 戴雅·維迪雅（英语：Daya Vaidya） ——飾演—— Nina Inara 警探
- 简·柯廷 ——飾演—— Joanne Webster 法醫
- 達拉斯·羅伯茨 ——飾演—— Eliot Delson 〔第二季~〕
- 塔妮·賽普瑞斯（英语：Tawny Cypress） ——飾演—— Cherie Rollins-Murray 〔第二季~〕
- 詹姆斯·博之·廖 ——飾演—— Jay Lee 〔第二季~〕

### 次要人物
- 布麗特·洛薇爾 ——飾演—— Tanya Sitkowsky
- 歐瑪·麥瓦利（英语：Omar Metwally） ——飾演—— ADA Adam Gilroy
- 迪安娜·杜纳根 ——飾演—— Alice Wells；Carrie Wells的母親。

## 外部連結
- 官方网站
- 互联网电影数据库（IMDb）上《Unforgettable》的资料（英文）
- Unforgettable on Wikia （页面存档备份，存于）
- 互联网电影数据库（IMDb）上《記憶神探第1季》的资料（英文）
- 互联网电影数据库（IMDb）上《記憶神探第2季》的资料（英文）
- 互联网电影数据库（IMDb）上《記憶神探第3季》的资料（英文）
- 互联网电影数据库（IMDb）上《記憶神探第4季》的资料（英文）